# Heterodontus omanensis
Heterodontus omanensis е вид хрущялна риба от семейство Heterodontidae.

## Разпространение
Видът е разпространен в Оман.